# Areski Belkacem

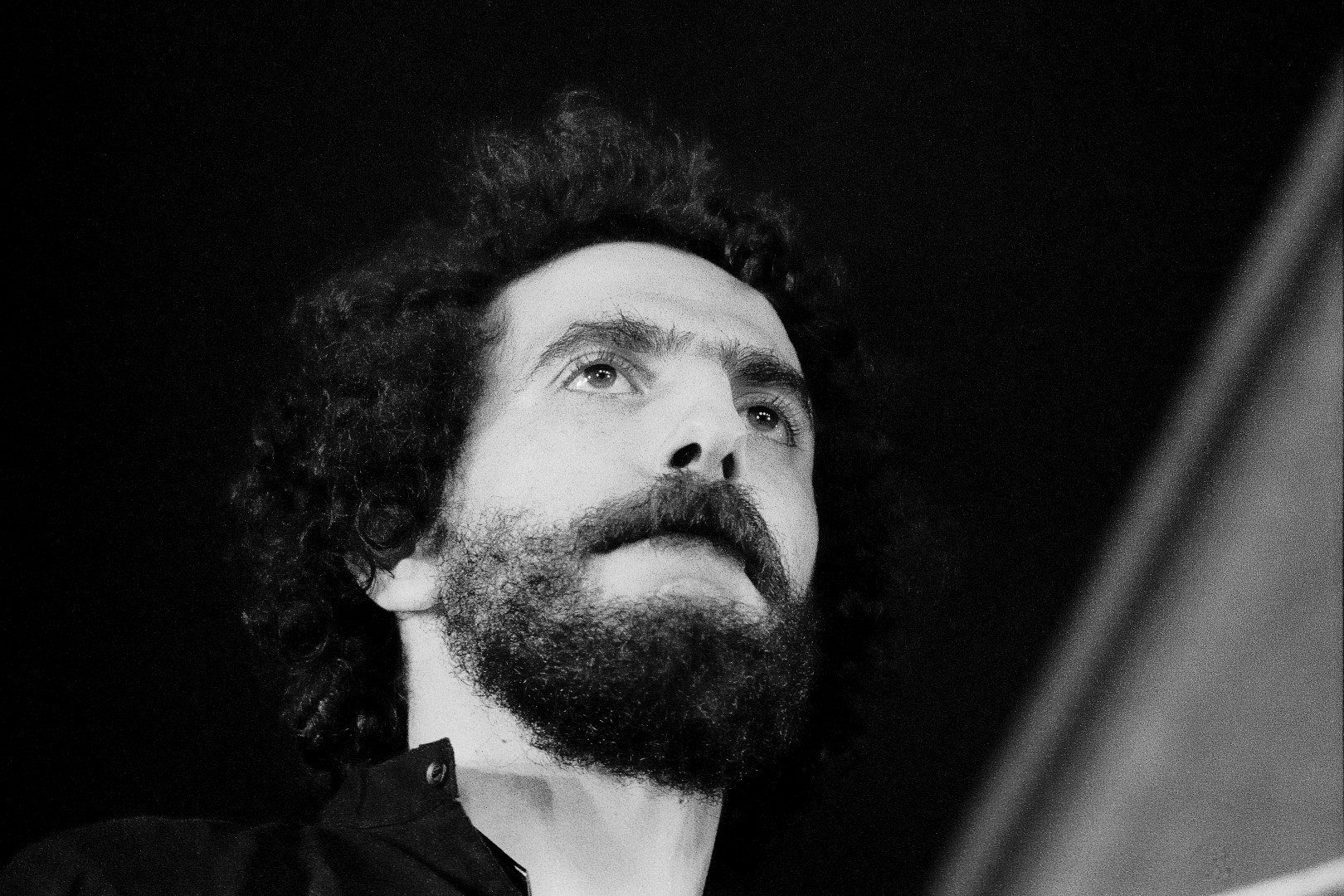
Areski Belkacem (1973)

Areski Belkacem (* 23. Januar 1940 in Versailles) ist ein französischer Musiker, Komponist, Musikproduzent und Schauspieler. Sein musikalisches Spektrum umfasst arabische und afrikanische Einflüsse, Chanson, Jazz, Rock und experimentelle Popmusik.

## Leben
Areski Belkacem (häufig nur Areski genannt) wurde als Sohn algerienstämmiger Eltern in Versailles geboren. 1969 nahm er mit Jacques Higelin, den er während des Wehrdienstes kennengelernt hatte, das Album Higelin et Areski auf. Im selben Jahr spielte er mit Higelin und Brigitte Fontaine die Revue Niok am Petit Théâtre du Lucernaire. Aus Stücken der Revue Comme à la radio ging in einer Zusammenarbeit von Fontaine, Areski und dem Art Ensemble of Chicago das gleichnamige Album hervor, das den Grand Prix du Disque de la Chanson Française erhielt. In den folgenden Jahren brachte Areski gemeinsam mit Fontaine mehrere Alben heraus, auf denen das Duo mit verschiedenen musikalischen Stilen sowie lyrisch-theatralen Texten experimentierte. Auch nach dem Ende der Schaffensphase als Duo (1970 bis 1985) schrieb und produzierte er zahlreiche Arbeiten Fontaines.
1970 veröffentlichte Areski sein erstes Soloalbum Un beau matin. 1972 spielte er die Hauptrolle in Pierre Barouhs Debütfilm Ça va, ça vient. Überdies arbeitete er in den 1970ern als Schauspieler und Komponist mit dem Theaterregisseur Peter Brook an dessen Centre International de Recherche Théâtrale. 1982 inszenierte Areski das Stück L’inconciliabule ou Acte II von und mit Brigitte Fontaine – in dem er überdies selbst mitspielte, und 1985 brachte er mit ihr das Theaterspektakel Made in France am Théâtre de Paris heraus. Er schrieb die Filmmusik zu À mort la mort! (1999, R: Romain Goupil), und – gemeinsam mit Fontaine und seinem Sohn Ali Belkacem – die Filmmusik zu Jeunesse dorée (2001, R: Zaïda Ghorab-Volta). 2002 komponierte er die Musik für eine Inszenierung des Theaterstücks Liaison transatlantique (2002, R: Patrice Kerbrat).

Sein zweites Soloalbum Le Triomphe de l’Amour veröffentlichte Areski Belkacem im Oktober 2010.

## Diskografie (Auswahl)
Soloalben
- 1970 Un beau matin
- 2010 Le Triomphe de l’Amour

Kollaborationen
- 1969 Areski Belkacem und Jacques Higelin: Higelin et Areski
- 1970 Brigitte Fontaine: Comme à la radio (mit dem Art Ensemble of Chicago)
- 1973 Areski Belkacem & Brigitte Fontaine: Je ne connais pas cet homme (mit Antoine Duhamel)
- 1974 Areski Belkacem & Brigitte Fontaine: L’Incendie
- 1975 Areski Belkacem & Brigitte Fontaine: Le Bonheur
- 1977 Areski Belkacem & Brigitte Fontaine: Vous et nous (mit Antoine Duhamel und Jean-Philippe Rykiel)
- 1979 Areski Belkacem & Brigitte Fontaine: Les églantines sont peut-être formidables
- 1990 Brigitte Fontaine: French corazon
- 1995 Brigitte Fontaine: Genre humain (mit Étienne Daho)
- 1997 Brigitte Fontaine: Les palaces
- 2001 Brigitte Fontaine: Kékéland (mit Sonic Youth, -M-, Noir Désir)
- 2004 Brigitte Fontaine: Rue Saint Louis en l’île (mit -M-, Mouss et Hakim, Gotan Project)
- 2006 Brigitte Fontaine: Libido

## Filmografie
Darsteller
- 1972: Ça va, ça vient (R: Pierre Barouh)
- 1973: Salut, voleurs! (R: Frank Cassenti)
- 2012: Der Tag wird kommen (Le grand soir) (R: Gustave Kervern & Benoît Delépine)[6]

Musik
- 2001: Das Leben geht los (Jeunesse dorée)